# 不思議の国の千一夜 〜ヘンデク★アトラタン物語〜
『不思議の国の千一夜 〜ヘンデク★アトラタン物語〜』（ふしぎのくにのせんいちや ヘンデク アトラタンものがたり）は、曽祢まさこによる漫画作品。
『なかよしデラックス』（講談社）にて1980年1月号から1985年3月号まで連載された。

## あらすじ
西洋の童話や民話などをモチーフにした架空の世界を舞台とするファンタジー漫画。副題に「ヘンデク・アトラタン物語」とあるが主役はランバルド王国の王子セブランである。
セブランは王子として育てられたが実際は男を生まねば殺してしまうと王から言われたために、実際は女であるが偽って育てられている。
ところが王位を狙う大臣ダロスにその秘密がバレそうになり、セブランは神馬・ヘンデク＝アトラタンを手に入れれば彼に幸福が訪れることを知り探索の旅に出る。首尾よく神馬を見出し、ヘンデクとともに冒険のたびを続けることとなる。
男として育てられたが実際に精神も男同様で好きになるのも女性であり、中盤にはドラゴンの呪いの雷を受けて本当に男になってしまう。
問題がなにもなくなったセブランは初恋の姫を花嫁として連れ国に凱旋し、だいぶ丸くなった父王とともに跡継ぎとして国を守る。
しかしダロスは未だに王位を狙っており、波乱が次々訪れるのだった。

## 書誌情報
- 講談社コミックスなかよし・全11巻
  1. 1981年3月3日発売、ISBN 978-4-06-108376-9
  2. 1981年4月30日発売、ISBN 978-4-06-108381-3
  3. 1981年7月2日発売、ISBN 978-4-06-108385-1
  4. 1981年9月2日発売、ISBN 978-4-06-108390-5
  5. 1983年2月1日発売、ISBN 978-4-06-108430-8
  6. 1983年8月4日発売、ISBN 978-4-06-108445-2
  7. 1984年1月5日発売、ISBN 978-4-06-108456-8
  8. 1984年6月5日発売、ISBN 978-4-06-108471-1
  9. 1984年8月31日発売、ISBN 978-4-06-108478-0
  10. 1985年3月1日発売、ISBN 978-4-06-108492-6
  11. 1985年6月5日発売、ISBN 978-4-06-178502-1
- 講談社漫画文庫・全6巻
  1. 1998年4月10日発売、ISBN 978-4062603997
  2. 1998年4月10日発売、ISBN 978-4062604000
  3. 1998年4月10日発売、ISBN 978-4062604017
  4. 1998年5月12日発売、ISBN 978-4062604024
  5. 1998年5月12日発売、ISBN 978-4062604031
  6. 1998年5月12日発売、ISBN 978-4062604048
- 講談社漫画文庫・全4巻
  1. 2008年8月12日発売、ISBN 978-4-06-370569-0
  2. 2008年8月12日発売、ISBN 978-4-06-370570-6
  3. 2008年9月12日発売、ISBN 978-4-06-370581-2
  4. 2008年10月10日発売、ISBN 978-4-06-370589-8